# Santuari de la Mare de Déu de Queralt
El Santuari de Queralt, de Santa Maria de Queralt o de la Mare de Déu de Queralt està situat al nord-oest del municipi de Berga (Berguedà). És una obra protegida com a bé cultural d'interès local.

## Situació
El Santuari està situat al vessant oriental del Castellberguedà, cim de la serra de Queralt. L'indret on avui s'aixeca el santuari correspon, segons sembla, a l'espai que hauria ocupat el castell de Guillem de Berguedà. El conjunt de Queralt l'integren el Santuari on es venera la imatge de la Mare de Déu de Queralt i un edifici annex que acollí en el seu moment l'hostatgeria del santuari, on avui hi ha el restaurant i l'estació del funicular que hi accedeix des dels aparcaments. Hom considera igualment part del Santuari l'església de La Cova on, segons la llegenda, un pastor de Vilaforniu trobà la imatge de la Mare de Déu el segle xiv.

## Descripció
És una església barroca d'una sola nau central amb dues capelles laterals i un espaiós cambril amb la imatge de la Verge a la part alta, sobre la sagristia, darrere l'altar major. Aquest té tres compartiments, el central dedicat a la Verge amb una capçalera de quatre graons per banda. Les capelles laterals estan endinsades dins les naus laterals. Annexa al temple hi ha una casa- ermita.

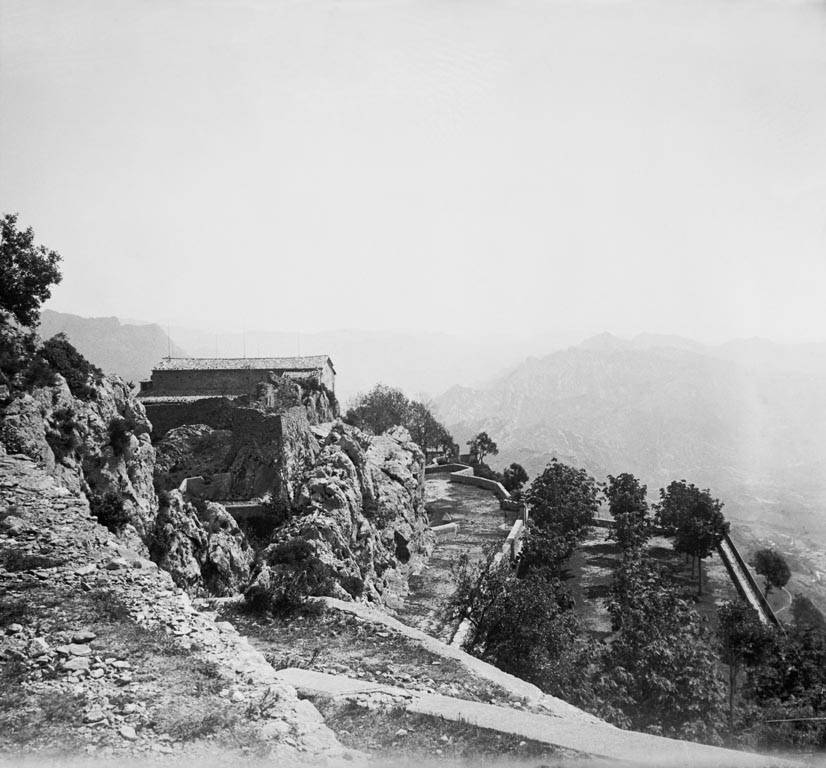
El santuari, cap al 1905

L'exterior és força auster i l'església es confon amb la resta dependències del santuari. Està situat dalt de les muntanyes, apartat de qualssevol nucli de població. El més característic potser és el gran nombre d'obertures de tot el complex, que mira cap a la vall per guanyar major lluminositat. El parament és de pedres unides amb morter deixades a la vista i les cobertes, a dues aigües amb teula àrab. Durant la Guerra Civil es va cremar un retaule, que el 1958 va ser substituït per un altre dissenyat per M. Ballarín.
La capella de la Santa Cova és un petit oratori adossat a la roca de Queralt, que presenta dues parts ben diferenciades. La inferior, amb uns seguit d'arcs de mig punt sostinguts per grossos pilars de pedra ben treballada i revestida amb formigó i ciment amb diversos bancs; i la part superior de la cova, que presenta una estructura de pedra natural de la Serra de Queralt. Un seguit d'òculs escampats per tota la paret i una entrada de mig punt tancada per una reixa il·luminen l'interior.
La imatge de Santa Maria de Queralt és una talla de fusta del segle xiv, d'estil gòtic. És un exemplar gòtic que conserva trets romànics molt marcats. Es tracta d'una talla de fusta d'uns cinquanta centímetres d'alçada que representa la Mare de Déu asseguda. Amb la mà esquerra agafa el seu fill situat dret damunt el genoll el qual sosté un llibre amb la mà esquerra mentre beneeix amb la dreta. Amb la mà dreta sosté una oreneta, animal que ha esdevingut el símbol de Queralt. El peu esquerre de la Mare de Déu trepitja una mostela.

### Capelles
En el transcurs del temps s'han construït unes capelles -a iniciativa de l'Església, o particulars- per acompanyar l'oració, el repòs i l'aixopluc dels peregrins que s'encaminaven pels camins que menen a Queralt.
Al camí del dret o drecera de Queralt, trobem:
1. Capella de Sant Marc aixecada per subscripció popular (1888) impulsors Ramon Gendrau Vilajosana i Josep Santandreu Julià.
2. Capella de Sant Jacint, pel conseller de Berga: Jacint Vilardaga i Boixadé (de mitjan segle XVII).
3. Capella de Sant Jaume, bastida a finals del segle xvii. la família De Martín, n'ha tingut cura històricament.
4. Capella dels Dolors, bastida també a mitjans del segle xvii, des de l'inici en tingué cura la família De Gironella (ca l'Antic de Berga).

Per l'obaga:
1. Capella de la Sagrada Família, per subscripció popular (1898) iniciativa de Ramon Gendrau Vilajosana.
2. Capella de Sant Antoni, el 1927 per Mossèn Josep Postius i Sala.

A l'entorn del Santuari:
1. Capella de Santa Elena, o de la Santa Cova de la Troballa. La primitiva capella de Santa Elena es va aixecar a mitjan segle xvii, sent després el 1916 amb motiu de les festes de la Coronació que van fer la construcció actual, segons disseny del Pare Forcada -missioner del Cor de Maria- sent Josep Pons (de Berga) el paleta que les va fer.
2. Capella de Sant Joan situada al pla de la Rateta, darrere el castell Berguedà, molt similar a la de Sant Antoni i també el 1927 pel mateix Mn. Josep Postius i Sala.
3. Capella de Sant Ignasi última capella, construïda el 1946, a l'indret anomenat mirador d'en Garreta, pels berguedans Ignasi Casasayas, Ignasi Montanyà i Josep Pons.

## Història
El 1386 el mercader berguedà Francesc Garreta feu construir el primer santuari que es mantingué al s. XVIII, en què fou construït el santuari actual. El 1725 es posà la primera pedra i a partir d'aquesta data començaren les ajudes de l'ajuntament i dels ciutadans en la construcció, fins que fou inaugurada el 1741. Els plànols de l'edifici foren encarregats al barceloní Josep Arnaudias qui recomanà Pere Costa com a constructor del retaule. Dirigiren les obres Francesc Moretó i Josep Julià.Està situat al nord-oest del municipi de Berga. Es troba a una altura de 1.200 metres.
El 1835 es va adaptar l'edifici com a fortalesa i presó i el 1840 es destruí l'ermita. La primera capella on fou venerada la Mare de Déu de Queralt fou la mateixa cova on fou trobada; d'aquí que, a principis del segle xx, davant el mal estat en què es trobava, es decidí construir una nova cova, per iniciativa de P. Joan Postius i Sala, missioner del Cor de Maria i organització de la Coronació de 1916". Les obres començaren el mateix 1916, i l'any 1920 només quedava l'escalinata. El disseny de la Sta. Cova va ser obra de J. M. Forcada, també missioner del Cor de Maria.
L'església i en general tot el santuari foren malmesos, profanats i incendiats durant els primers anys de la guerra civil (1936-1939), un retaule força notable fou cremat, així com l'altar, i foren reconstruïts el 1958 per mossèn Ballarín. El 1966 es va reconstruir la façana i la teulada del temple, obra de Josep Antoni Coderch de Sentmenat. El retaule actual és obra de Jaume Sugranyes (de Vic) segons el projecte de l'arquitecte berguedà Ramon Masferrer l'any 1958. Els anys 90, es va fer la restauració de tot l'interior (església i cambril) treballs dirigits per l'arquitecte berguedà Lluís Boixader, que li donà l'aspecte actual.

### Llegenda
Un bover de la masia de Vilaformiu (pertanyent a la família Altarriba) estava pasturant els bous pels cimals de la muntanya de Queralt, quan de sobte un d'aquests animals, deixa el ramat i s'enfila apressadament fins a la meitat de la cinglera. El bover corre darrere d'ell per fer-lo tornar al ramat, però quan arribà al lloc on aquest havia parat va tenir una gran sorpresa en veure el bou agenollat davant d'una petita imatge de la Mare de Déu, mig amagada en un esquei, al costat un cirerer florit miraculosament –fora de temps-. El devot pastor s'agenolla i agafa la imatge i se la guarda al sarró i tot saltant d'alegria torna cap a Vilaformiu per ensenyar la troballa. Davant de tots els de la casa obre el sarró i... la imatge no hi era. El pastor no perd l'esperança, l'endemà hi torna, troba la imatge al mateix lloc, l'agafa i aquest cop lliga el sarró. Arribant a Vilaformiu el destapa i es repetí el fet com el dia abans. Llavors el bover ja no es fia d'ell tot sol. Amb els seus amos i d'altra gent de la masia pugen cap al cimal i comproven admirats que el pastor no els havia enganyat. Aleshores comprengueren que la Verge volia ser venerada justament en aquest lloc, i l'hi construïren una capella. La primitiva capella s'edificà on avui hi ha el celler, a l'edifici adossat a l'església.

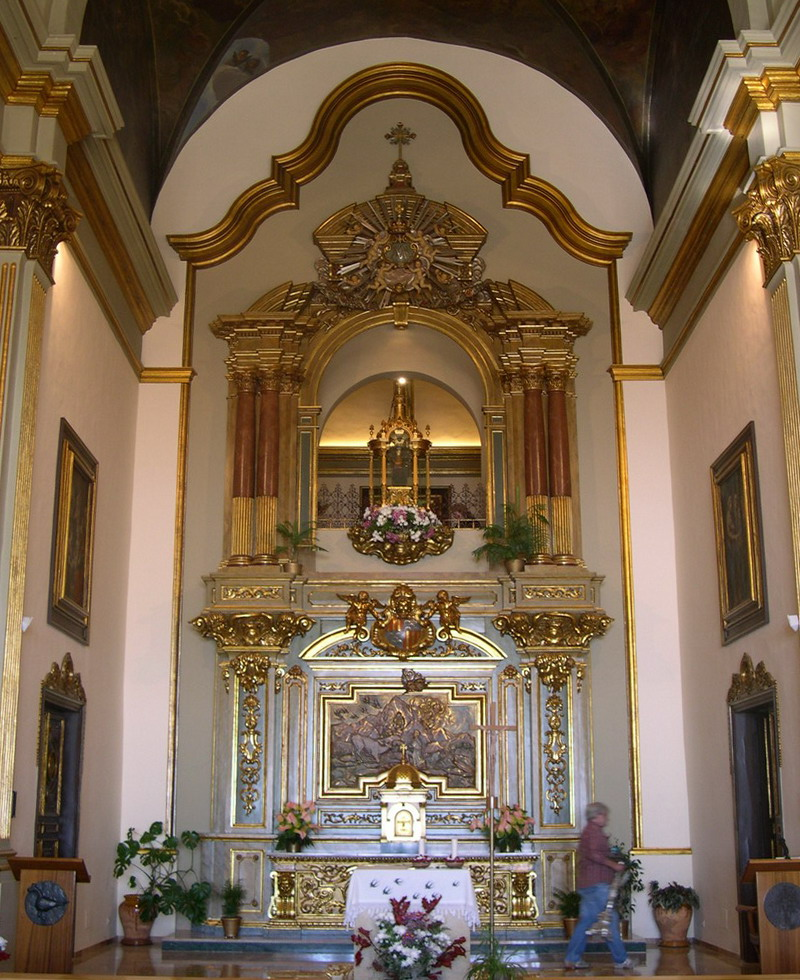
Presbiteri, amb el retaule, i el cambril de la Mare de Déu

### Literatura
Molts escriptors en les seves obres ha estat present el tema de Queralt:
- Josep Maria Ballarín i Monset (1920) capellà custodi des del 1958 al 1993, ha escrit entre altres:
  - Queralt i Rasos de Peguera. Berga: L'Albí, 1988
  - Homenatge a Queralt. Berga: Columna - L'Albí, 1994
  - Camins i silenci. Columna - L'Albí, 1995
- Prudenci Bertrana i Comte (1867-1941) cròniques a La Veu de Catalunya
- Rafael d'Amat i de Cortada, Baró de Maldà (1746-1818) al seu dietari.
- Climent Forner i Escobet (1927) «La Benaurada, Petit Coral a Santa Maria de Queralt,» en: 12 Madrigals, Albí, 1994
- Climent Peix i Armengou (1905-1998), «Reialesa de Queralt» Arxivat 2014-10-06 a Wayback Machine., Poesia completa, pàgina 108-109
- Baltasar Porcel i Pujol (1937-2010) en l'obra Camins i ombres
- Jacint Verdaguer i Santaló (1845-1902) al poema «Pi de les tres branques»
- Ramon Vinyes i Cluet (1882-1952) a «Oda a Berga»

## Festivitats
Hi ha un fort lligam de Berga amb Queralt, un corrent emotiu i d'identitat difícil d'explicar que té a veure amb la religiositat popular. Quan han vingut mal dades, Berga i comarca han sofert sequeres, epidèmies, guerres s'han dirigit a Queralt per demanar la protecció i favor de la Mare de Déu, sent baixada en processó a Berga. Al llarg del temps s'ha produït davallades i jornades de pregària per sequera els anys 1680, 1682, 1683, 1729 i 1824; per plaga de llagosta els anys 1687 i 1688; per epidèmies els anys 1735, 1834, 1838 i 1854, i a causa de guerra els anys 1793, 1809, 1822, 1835, 1873 i 1936. D'una forma especial, per la solemnitat i la durada, amb motiu de la seva Coronació el 1916. Després pels aniversaris d'aquest fet: el 1941, 1966, 1991 i 2016. Són l'origen de festivitats.

### Vot de Sant Marc
L'any 1687 Berga patia una devastadora plaga de llagosta, i en aquestes circumstàncies recorrien a la Mare de Déu de Queralt, baixant-la en processó per demanar-li ajut i protecció. En agraïment el poble va prometre pujar cada any el dia de sant Marc (25 abril) en processó. Actualment encara es fa. Els assistents són obsequiats amb coca i xocolata desfeta.

### La Gala
Se celebra el 8 de setembre. Prèviament s'ha fet la novena, que comença el 31 d'agost. En aquest dia s'apleguen molts berguedans (a Berga és festa local) als actes de la festa. Sent especialment solemne l'ofici major, que finalitza amb els cants de virolai i els goigs propis de Queralt. Per mantenir la festa i altres costums es nomenen cada any vuit persones, dues parelles de casats i quatre solters (Capitans) que juntament amb el Capellà Custodi, vetllaran per la festa.